# The Mahavishnu Orchestra
The Mahavishnu Orchestra — британський джаз-рок гурт, утворений 1972 року гітаристом Джоном Маклафліном (John McLaughlin), 4.01.1942, Йоркшир, Велика Британія. До складу гурту також увійшли: Джеррі Гудмен (Jerry Goodman) — скрипка; Біллі Кобем (Billy Cobham), 16.05.1944, Панама — ударні; Ян Хаммер (Jan Hammer), 17.04.1948, Прага, Чехія — клавішні та Рік Лейрд (Rick Laird), 5.02.1941, Дублін, Ірландія — бас.
Засновник та лідер гурту Джон Маклафлін ще з дитинства почав грати на скрипці та фортепіано, а пізніше зацікавився гітарою. Великий вплив на Джона мали платівки американських блюзменів, однак у чотирнадцять років Маклафлін вирішив пов'язати своє майбутнє з джазом. Після недовгої співпраці з The Graham Bond Organization, Джеком Брюсом та
Джинджер Бейкером, а також Trinity Брайна Оджера, Маклафлін записав перший сольний альбом «Extrapolation». Проте, хоч альбом і не здобув великого успіху, на молодого, дуже обдарованого музиканта звернули увагу творці джазового світу. Це принесло Джону контракти на запис з гуртом Тоні Вілльямса Lifetime та Майлзом Дейвісом, а незабаром з допомогою Бадді Майлза Маклафлін приготував свій наступний сольний альбом «Devotion».
Приблизно у цей період знайомство з індуським гуру Шрі Чінмоєм, його філософія, а також медитація йоги, дозволили гітаристу звільнитись від наркотично-алкогольної залежності. Відродившись заново та отримавши від свого гуру нове ім'я Махавішну (Mahavishnu), музикант вирішив 1972 року утворити власний гурт. Уклавши угоду з фірмою «Columbia», ця джаз-рокова формація дебютувала незабутніми альбомами «Inner Mounting Flame» (1972) та «Bird Of Fire» (1973). Також 1973 року Маклафлін разом з Карлом Сантаною записав платівку «Love Devotion & Surrender», після чого повернувся до свого гурту. Однак видана 1974 року концертна платівка «Between Nothingness & Eternity», що відбила виступ Mahavishnu Orchestra у ньюйоркському «Central Park», виявилася прощальною роботою першого складу гурту.
У січні того ж року лідер відродив свій гурт, а у складі цього разу з'явились: Жан-Люк Понті (Jean-Luc Ponty) — скрипка; Майкл Волден (Michael Walden) — ударні; Гейл Морен (Gayle Moran) — клавішні, вокал; Стів Френковітч (Steve Frankovitch) — духові інструменти; Ральф Армстронг (Ralphe Armstrong) — саксофон; Боб Непп (Bob Knapp) — духові інструменти, а також смичковий квартет. Проте постійно незадоволений своїм підбором музикантів, Маклафлін вирішив запросити для запису чергового альбому «Apocalypse» Лондонський симфонічний Оркестр під керівництвом Майкла Тілсона-Томаса, а також відомих продюсерів — Джорджа Мартіна та Джеффрі Іморі.
1975 року Жан-Люк Понті та Гейл Моран вирішили залишити гурт, а замість них новим співпрацівником Маклафліна став Стю Голдберг (Stu Goldberg) — клавішні. Проте чергові два альбоми «Visions Of The Emerald Beyond» та «Inner Worlds» не здобули великого визнання, до того ж Маклафлін дедалі більше почав звертатися до коріння індійської музики. У цій ситуації Mahavishnu Orchestra автоматично припинила своє існування, а гітарист продовжив свою діяльність у квартеті Shakti, з яким дебютував 1976 року лонгплеєм «Shakti».
Несподівано Mahavishnu Orchestra було відроджена 1984 року у складі: Маклафлін, Кобем, Білл Еванс (Bill Evans) — саксофон; Мітчелл Форман (Mitchell Forman) — клавішні; Джонес Хеллборг (Jones Hellborg) — бас та Денні Готтліб (Danny Gottlieb) — ударні. Однак записаний для фірми «Warner Brothers» цими музикантами альбом «Mahavishnu» успіху не приніс.

## Дискографія
- 1972: The Inner Mounting Flame
- 1973: Birds Of Fire
- 1974: Between Nothingness & Eternity
- 1974: Apocalypse
- 1975: Visions Of The Emerald Beyond
- 1976: Inner Worlds
- 1979: The Best Of The Mahavishnu Orchestra
- 1984: Mahavishnu